# Lysidice tortugae
Lysidice tortugae är en ringmaskart som beskrevs av Treadwell 1921. Lysidice tortugae ingår i släktet Lysidice och familjen Eunicidae. Inga underarter finns listade i Catalogue of Life.